# IJmeer
El IJmeer (que podría traducirse como el lago del IJ, por el río IJ) es la parte interior del Markermeer, un lago de borde artificial ganado al mar localizado en el centro de los Países Bajos.  Su profundidad varía entre 3 y 4 metros.
Se encuentra entre los pólderes de La Nes (municipio de Waterland), el puerto de Pampus, el puente de Holanda y la desembocadura del IJ en el IJburg, repartidas en las provincias de Holanda Septentrional y Flevoland. Es un área importante de descanso para las aves, tales como el porrón moñudo y el porrón bastardo.
Al nordeste está confinado por el Markermeer, al sureste por el Gooimeer y, al oeste, por el canal del mar del Norte.

## Historia
Según el plan original del ingeniero Cornelis Lely (1891), esta parte del antiguo Zuiderzee debería haber sido totalmente recuperada, como Flevoland y Noordoostpolder, para formar el Markerwaard. Aunque vuelve regulmente al debate político, el proyecto de desecamiento de la zona fue finalmente abandonado. Otro proyecto presentado en 1981, el plan Livense, sugirió hacer del Markermeer un embalse de agua para compensar la irregularidad de la generación de electricidad por las turbinas de viento. El agua se bombearía durante los períodos de alta producción y baja demanda de energía eléctrica y se utilizaría luego para generar energía hidroeléctrica durante la demanda pico.  El plan también quedó en letra muerta.

### Casas en el IJmeer

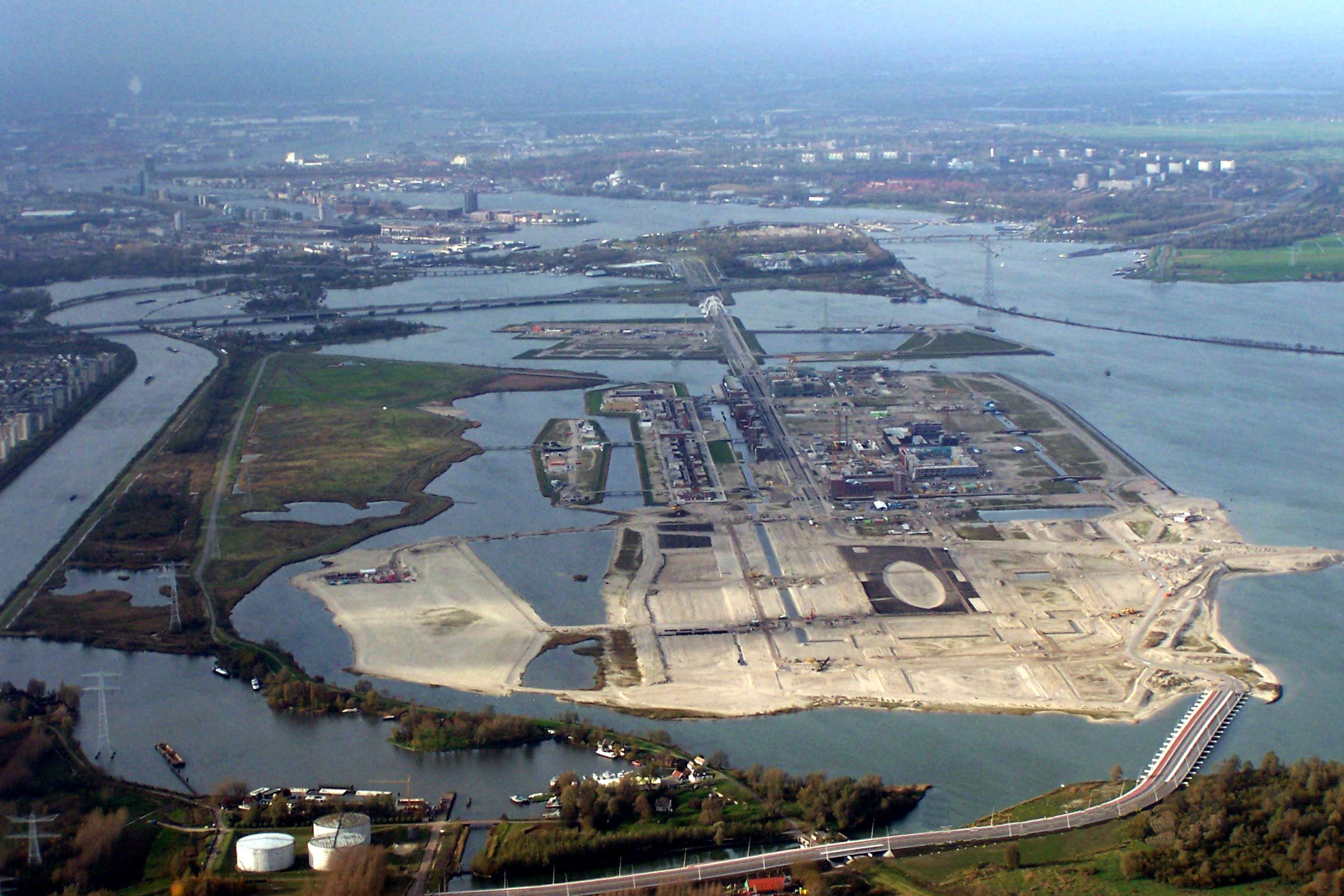
Vista de las nuevas construcciones en el IJburg (Ámsterdam), en el extremo occidental del Ijmeer

Desde 1998, se fueron habilitando islas para nuevas viviendas para IJburg. Las primeras casas estaban listas en 2003. El 24 de noviembre de 2004, el Consejo de Estado dictaminó que la construcción de otras nuevas islas era suspendida provisionalmente, hasta que las consecuencias para el medio ambiente fueron investigadas suficientemente.

### Otros proyectos para el Ijmeer
En 2006, el Consejo de Transportes y Obras Públicas y el Consejo de Medio Ambiente emitieron un dictamen conjunto indicando que las ciudades de Ámsterdam y Almere deberían de unirse, con el IJmeer como 'Parque Central'. En parte para este fin, el municipio de Almere ya ha anunciado planes para construir zonas residenciales en el Ijmeer. Hay planes para una conexión entre Ámsterdam y Almere, directamente a través del Ijmeer, a través de IJburg, y la planificada Pampus Almere. Lo más probable es que esta conexión sea un puente con carriles para transporte público (metro y RER) y carretera.
En abril de 2007, el entonces secretario de estado Tineke Huizinga anunció un nuevo proyecto. El nivel de agua del Markermeer se modificaría en anticipación a los cambios ambientales por venir y se construirá una presa para separarlo del IJmeer, lo que dará oportunidades para la construcción de edificios y centros de ocio. El desarrollo está todavía por determinar. El 14 de mayo de 2009, la Comisión Europea dio su aprobación a la mejora ecológica del Markermeer y del IJmeer.

## Islas

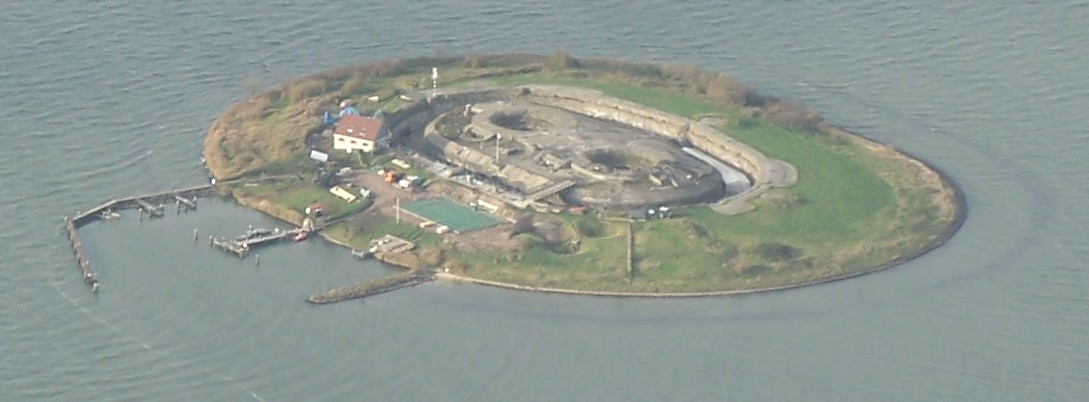
Vista de la isla de Pampus

El lago tiene un buen número de islas, la mayoría muy pequeñas, siendo las principales:
- De Drost
- Hooft
- Pampus
- Vuurtoreneiland (también un fondo alto)
- Warenar